# Michel Roeder
Michel Roeder (* 21. März 1971 in Schwäbisch Hall) ist ein deutscher Architekt und Hochschullehrer.

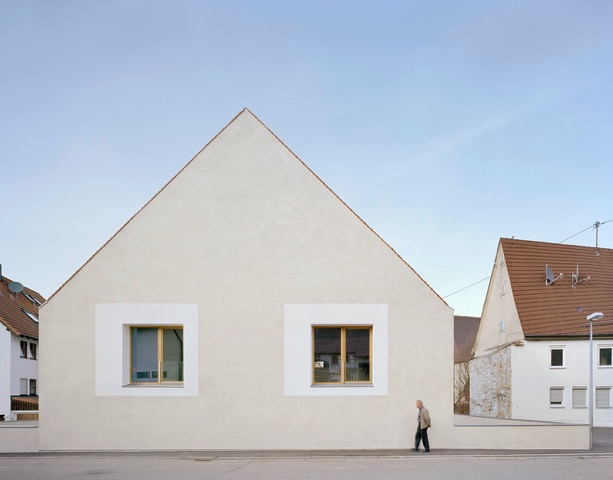
Gemeindehaus St. Laurentius in Hailfingen, Ansicht von Süden

## Werdegang
Michel Roeder studierte von 1993 bis 2000 Architektur an der Universität Kaiserslautern und der Universität Stuttgart. Zwischen 1996 und 1997 arbeitete er bei Mahler Günster Fuchs in Stuttgart, und von 1997 bis 2000 bei Florian Nagler in Stuttgart und München. 2002 wurde Roeder Partner bei kaestle ocker roeder und 2009 wurde er in den Bund Deutscher Architekten berufen. 2013 erhielt Michel Roeder eine Professur an der Hochschule für Technik Stuttgart. Seit 2014 arbeitet er in Partnerschaft mit Harald Roser und Matthias Baisch im „larob. studio für architektur“ in Stuttgart und Freiburg im Breisgau zusammen.

## Bauten
- 2014: Haus H, Ostfildern

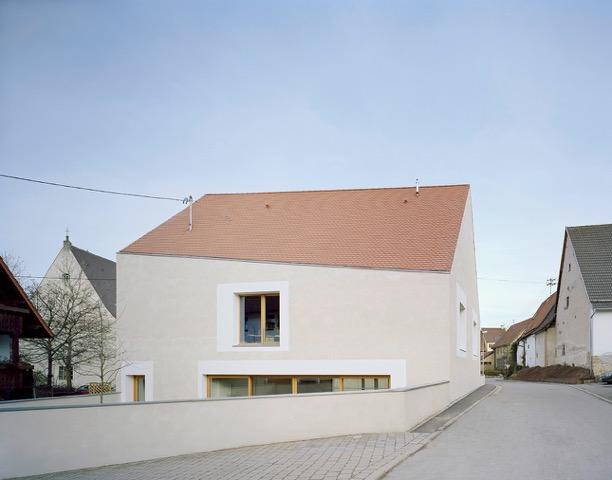
Gemeindehaus St. Laurentius, Ansicht von Westen

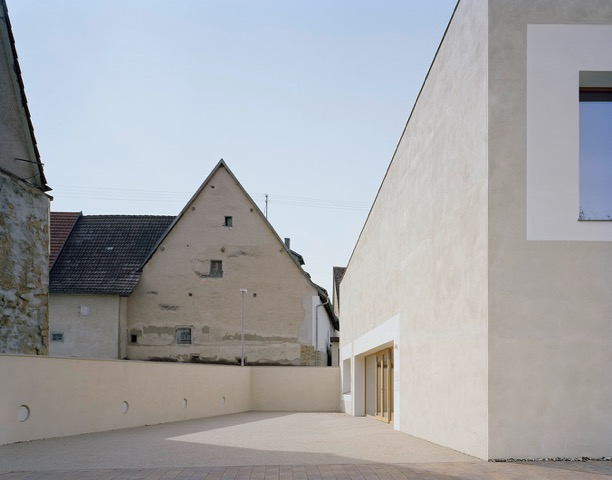
Gemeindehaus St. Laurentius, Ansicht von Norden

- 2010: Gemeindezentrum St. Martin und St. Maria, Biberach an der Riß
- 2010: Katholisches Gemeindehaus St. Laurentius, Hailfingen (befindet sich in der ständigen Modellsammlung des DAM Deutschen Architekturmuseums)[1]
- 2010: BW Bank, Leonberg
- 2009: Aussegnungshalle, Waldfriedhof Aalen
- 2008: Inselsiedlung, Stuttgart (1. BA)
- 2008: Haus mit Atelier, Waldstetten
- 2007: Pfarrkirche St. Bonifatius, Herbrechtingen
- 2007: Tagesbar, Schwäbisch Hall
- 2006: Haus auf der Alb, Wissgoldingen

## Auszeichnungen und Preise
- 2012: Auszeichnung Hugo-Häring-Landespreis des BDA Baden-Württemberg für die Aussegnungshalle auf dem Waldfriedhof, Aalen[2]
- 2011: Auszeichnung Beispielhaftes Bauen 2011 der Architektenkammer Baden-Württemberg für St. Laurentius, Hailfingen
- 2010: Vorstellung von St. Laurentius, Hailfingen und Aussegnungshalle, Waldfriedhof Aalen in Best Architects 11
- 2011: Shortlisted – DAM Preis für Gemeindehaus St. Laurentius, Hailfingen[3]
- 2009: Best Architects Award für Pfarrkirche St. Bonifatius, Herbrechtingen
- 2009: Auszeichnung Beispielhaftes Bauen der Architektenkammer Baden-Württemberg für das Haus mit Atelier, Waldstetten
- 2009: Best Architects 10 Award für Haus mit Atelier, Waldstetten
- 2008: Auszeichnung Hugo-Häring-Preis des BDA Baden-Württemberg für Haus auf der Alb, Wissgoldingen und Haus mit Atelier, Waldstetten

## Publikationen
St. Laurentius in Hailfingen:
SCALE – Einrichten und Zonieren, Birkhäuser Verlag, Mai 2014 /
DETAIL, Ausgabe 10|2011 /
Deutsches Architekturjahrbuch 2011|2012, Prestel Verlag /
AIT, Leinfelden-Echterdingen, AIT-Edition 8, ECOLA 2011, 04|2011 /
IW Magazine, Taipei Taiwan, Issue 77 January 2011 /
best architects 11, Herausgeber zinnobergruen GmbH Düsseldorf, 12|2010 /
Interior Design Magazine, China Beijing, Issue 11|2010
Haus mit Atelier in Waldstetten
Einfamilienhäuser - Das ultimative Planungshandbuch, Wolfgang Bachmann & Arno Lederer, Callwey Verlag 03|2012 /
Interior Design Magazine, China, Beijing, Issue 12|2010 /
Wohn!Design Magazine, Wohn!Design Verlag Basel, Ausgabe 04|2010 /
Wand - Materialität, Konstruktion, Detail -  Claudia Hildner und Simone Hübener, DVA, 02|2010 /
IW Magazine, Taipei, Taiwan, issue 71, january 2010 /
best architects 10, zinnobergruen GmbH Düsseldorf (Hrsg.), 11/2009 /
Architektur in Baden-Württemberg; Bund Deutscher Architekten, Karl Krämer Verlag Stuttgart, Oktober 2009 /
Architectura y Diseño, Barcelona, No. 105 Septiembre 2009 /
Fine Fabric, Chris van Uffelen, Verlagshaus Braun Berlin 07|2009 /
Atrium, Zürich, Archithema Verlag, Heft Nr. 03, 05–06| 2009, „Wohnexperiment“ /
VIEW, Shanghai, Boardmagazine China Eastern Airline 04|2009 /
Insideout Magazine, Dubai, Coverstory „fresh german architecture“, issue 62, march 2009 /
AIT, Leinfelden-Echterdingen, Heft 01–02|2009
Haus auf der Alb in Wissgolldingen
Haus & Auto, Andreas K. Vetter, Callwey Verlag München, 10|2011 /
Architektur in Baden-Württemberg, Karl Krämer Verlag Stuttgart, 10|2009 /
Putz - Architektur, Oberflächen, Farbe - Christian Holl & Armin Scharf, DVA, 11|2008 /
AIT, Leinfelden-Echterdingen, AIT-Edition 7, ECOLA 2008, 06|2008